# 26. leden
26. leden je 26. den roku podle gregoriánského kalendáře. Do konce roku zbývá 339 dní (340 v přestupném roce). Svátek má Zora.

## Události

### Česko
- 1894 – Brněnské Lidové noviny otevírají filiálku v Olomouci.
- 1943 – V koncentračním táboře Mauthausen bylo popraveno dalších třicet odbojářů a jejich rodinných příslušníků, spolupracovníků výsadkové skupiny Antropoid.
- 1950 – V ČSR začaly Stavby mládeže. První z nich byla stavba hutního kombinátu v Kunčicích u Ostravy.
- 1991 – Československo zahájilo Malou privatizaci – odprodávání provozoven služeb (obchodů, opraven aj.) zájemcům z řad občanů ČSFR.
- 1993 – Václav Havel byl zvolen prezidentem.
- 2006 – V ČR vstoupila v platnost Mezinárodní úmluva o potlačování financování terorismu.
- 2013 – Miloš Zeman byl jako první prezident České republiky volen přímou volbou.

### Svět
- 1340 – Anglický král Eduard III. se  vyhlásil francouzským králem.
- 1347 – Papež Klement VI. vydal v Avignonu bulu, která je dle některých interpretací považována za založení Univerzity Karlovy.
- 1564 – Papež Pius IV. schválil ustanovení Tridentského koncilu.
- 1699 – Podepsán Karlovický mír mezi Osmanskou říší a rakouskými Habsburky; Sedmihradsko bylo připojeno k Uhrám a Dalmácie k Benátské republice.
- 1736 – Stanisław Leszczyński rezignoval na polský trůn.
- 1790 – Ve Vídni se konala premiéra Mozartovy opery Cosi fan tutte.
- 1837 – Michigan se stal 26. státem USA.
- 1905 – V jihoafrickém dole byl nalezen největší diamant v historii o váze 3 106 karátů. Později získal jméno Cullinan.
- 1915 – Založení Národního parku Skalnaté hory v americkém státě Colorado.
- 1926
  - Ve vesnici Ojmjakon v SSSR byla naměřena historicky nejnižší teplota na severní polokouli (−71 °C).
  - John Logie Baird předvedl veřejně první televizní vysílání.
- 1930 – V Indii začal boj o nezávislost.
- 1934 – V Berlíně byla uzavřena smlouva o neútočení mezi nacistickým Německem a druhou Polskou republikou.
- 1942 – Do Spojeného království se přesunuly první americké jednotky.
- 1962 – Ranger 3 učinil pokus o dopad na Měsíc.
- 1972 – Při havárii letu JAT 367, kdy se letoun rozlomil a zřítil po explozi nálože, zemřelo 27 lidí, přežila jen letuška Vesna Vulovičová.
- 1983 – Na trhu se objevil tabulkový kalkulátor Lotus 1-2-3.
- 2004 – Condoleezza Riceová se stala ministryní zahraničí USA.

## Narození

### Česko

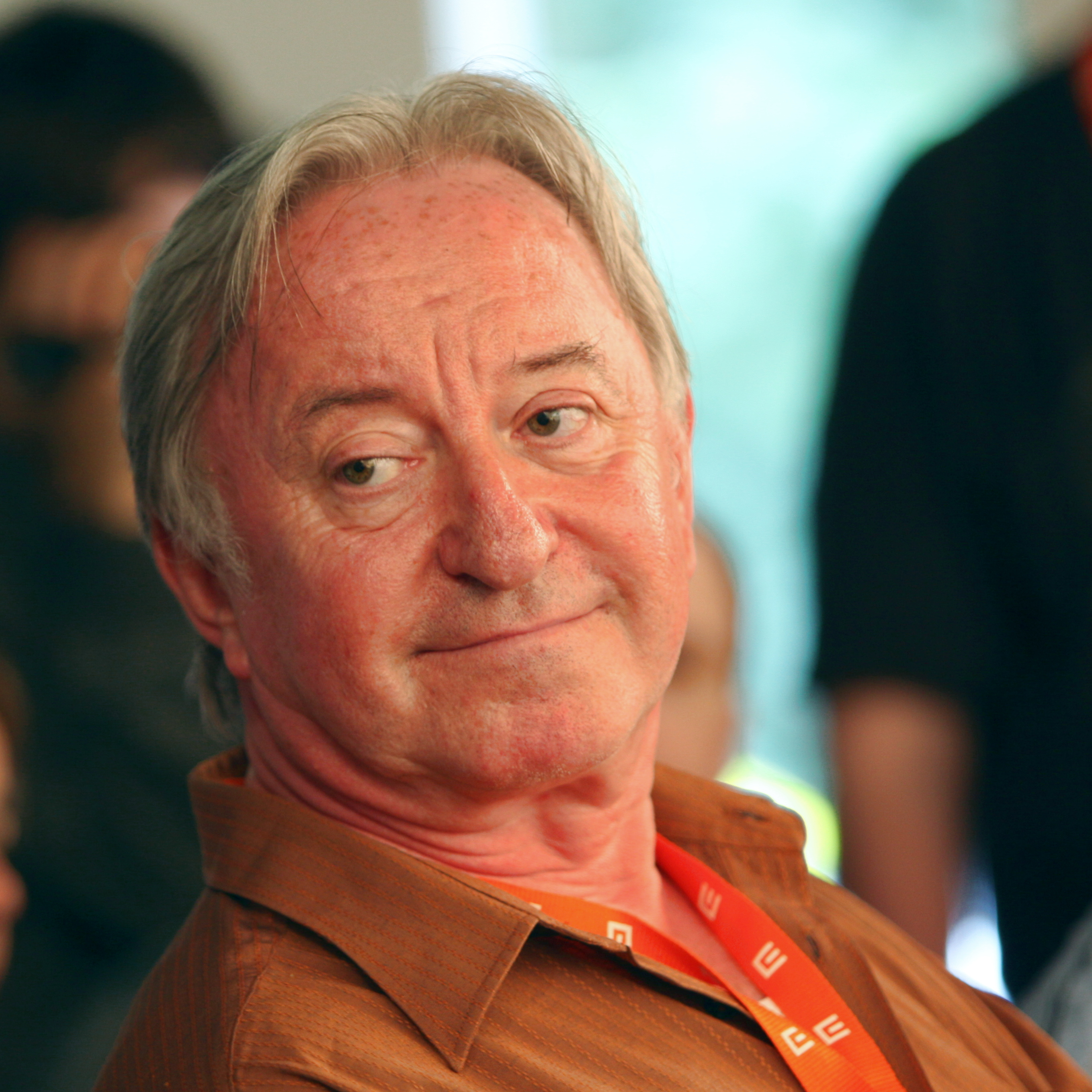
Jiří Lábus (* 1950)

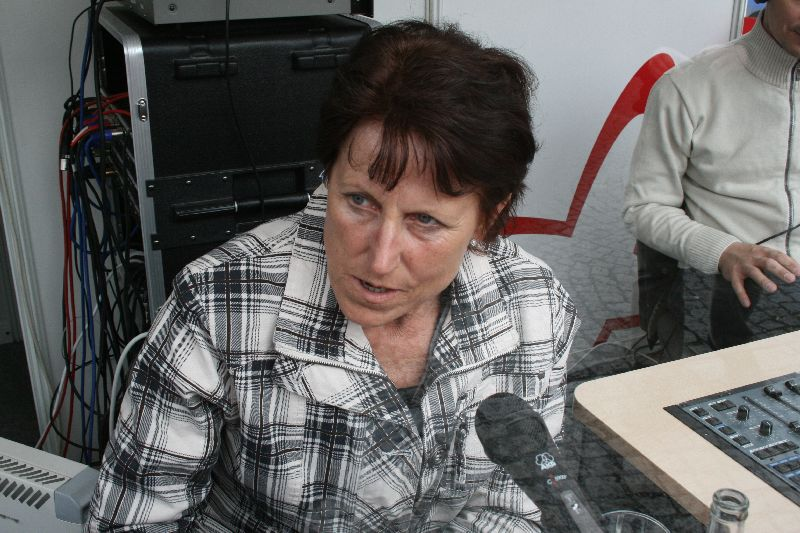
Jarmila Kratochvílová (* 1951)

- 1780 – Josef Karl Bernard, česko-rakouský spisovatel († 31. března 1850)
- 1797 – František Turinský, básník, spisovatel a úředník († 4. září 1852)
- 1830 – Karel Holub, český puškař († 23. března 1903)
- 1833 – Josef Barák, český novinář, básník a spisovatel († 15. listopadu 1883)
- 1841 – František Saleský Bauer, arcibiskup olomoucký († 25. listopadu 1915)
- 1843 – Wenzel Frind, pomocný biskup pražské arcidiecéze († 2. srpna 1932)
- 1861 – Pavla Moudrá, spisovatelka a překladatelka († 10. září 1940)
- 1864 – Gustav Habrman, československý politik († 22. března 1932)
- 1867 – Rudolf Merta, československý politik († ?)
- 1895
  - Vladimír Groh, český klasický filolog a historik († 30. září 1941)
  - Karel Steiner, československý fotbalový reprezentant († 29. dubna 1934)
- 1900
  - Zdeněk Folprecht, hudební skladatel a dirigent († 29. října 1961)
  - Bohuslav Slánský, český malíř a restaurátor († 30. července 1980)
- 1905 – Arnošt Kubeša, valašský národopisec a sběratel lidových písní († 15. prosince 1993)
- 1908 – Rudolf Gajdoš, malíř († 7. října 1975)
- 1909 – Jan Navrátil, česko-rakouský kardiochirurg († 1992)
- 1910 – Elmar Klos, režisér a scenárista († 19. července 1993)
- 1913 – Josef Jägerman, komunistický poslanec († ?)
- 1917 – Zdeněk Kovář, průmyslový návrhář a sochař († 21. června 2004)
- 1921 – František Chaun, skladatel, klavírista, zpěvák, malíř a herec († 30. prosince 1981)
- 1922 – Josef Toms, československý basketbalista († 2016)
- 1923 – Jaroslav Ježek, průmyslový designér († 23. července 2002)
- 1924 – Pavel Babík, člen protikomunistického odboje († 30. ledna 1953)
- 1929
  - Jaroslav Kábrt, malíř, keramik a umělecký sklář († 16. ledna 1991)
  - Zdeněk Srna, divadelní vědec, kritik, historik († 11. září 2005)
  - Karel Lešanovský, skautský historik a publicista († 25. dubna 2013)
- 1934 – Josef Kuthan, chemik
- 1939 – Ivan Steiger, karikaturista, ilustrátor, spisovatel a režisér
- 1950
  - Ivan Hlinka, lední hokejista a lední hokejový trenér († 16. srpna 2004)
  - Jiří Lábus, herec, dabér, komik
- 1951
  - Jarmila Kratochvílová, československá atletka, stříbro na OH 1980
  - Jan Zajíček, československý hokejový reprezentant
- 1954 – Miroslava Křivánková, zpěvačka a skladatelka
- 1955 – Jaroslav Suchánek, fyzik a politik
- 1960 – Tomáš Juřička, herec a dabér

### Svět

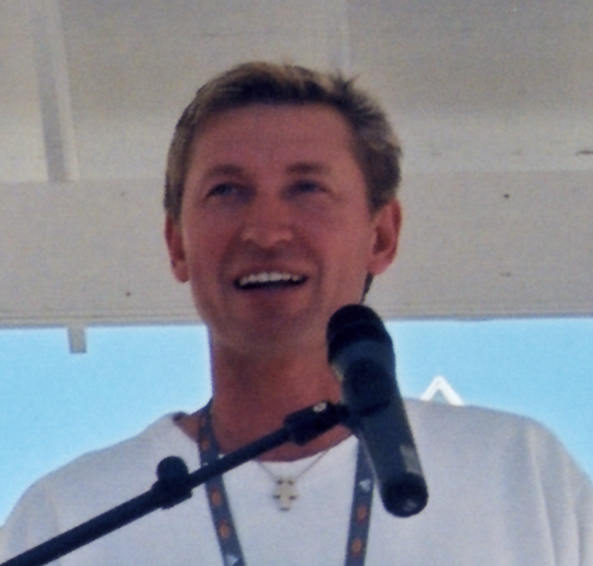
Wayne Gretzky (* 1961)

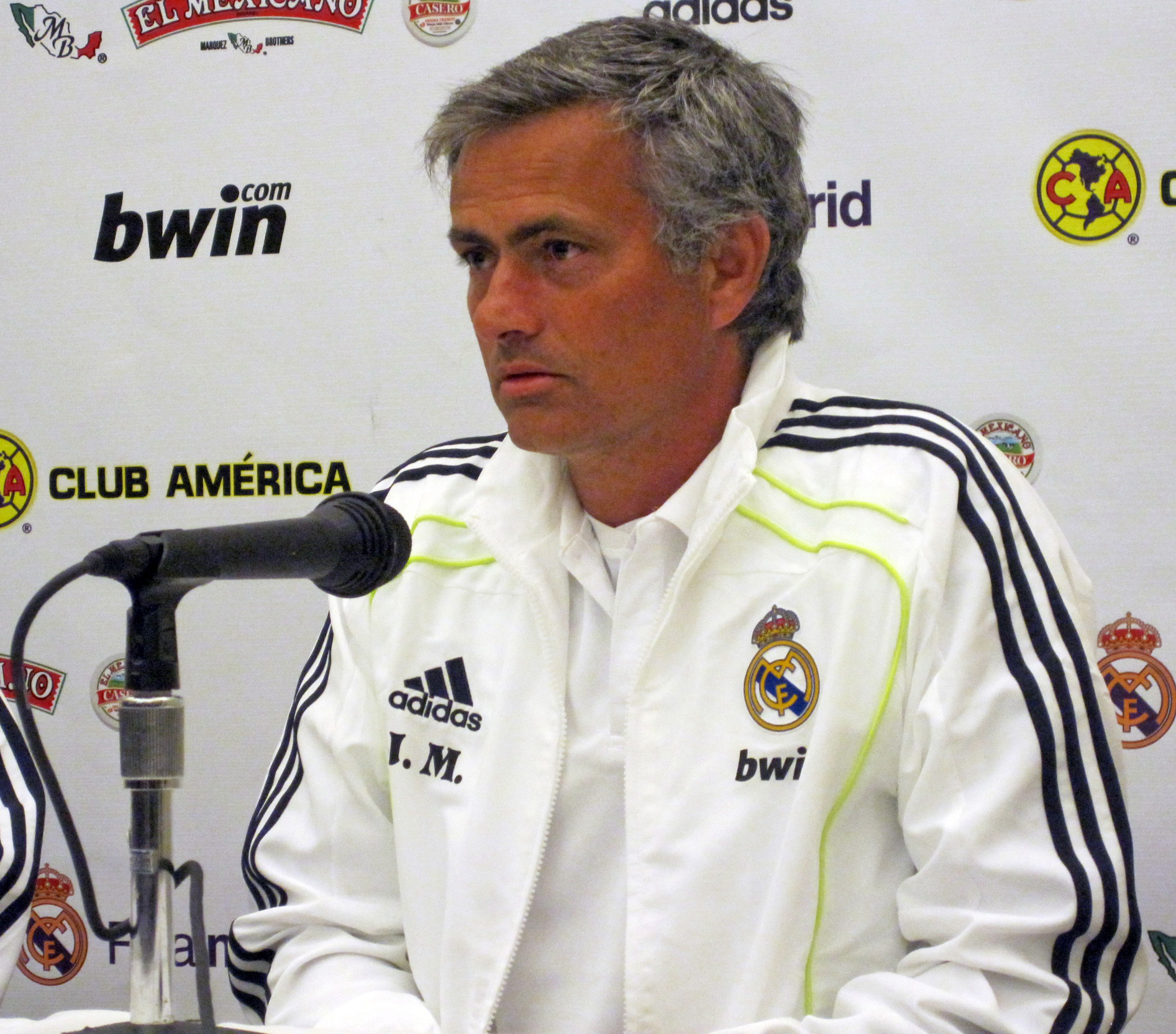
José Mourinho (* 1963)

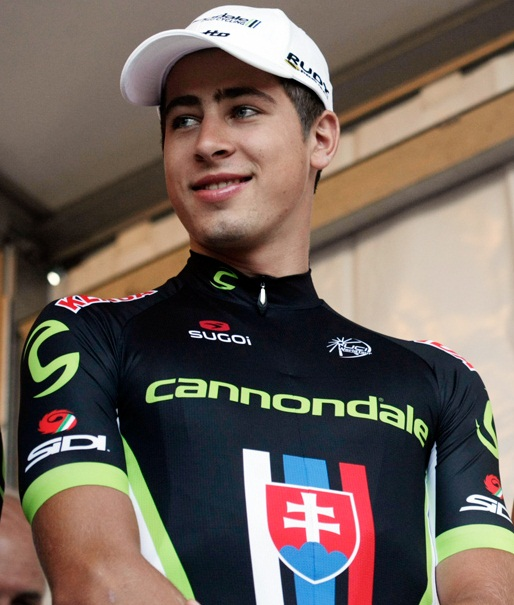
Peter Sagan (* 1990)

- 1150 – Fachruddín ar-Rází, perský polyhistor a islámský učenec († 29. března 1210)
- 1205 – Li-cung, císař čínské říše Sung († 16. listopadu 1264)
- 1497 – Go-Nara, 105. japonský císař († 27. září 1557)
- 1555 – Karel II. Monacký, monacký kníže († 17. května 1589)
- 1689 – Johann Jacob Leu, švýcarský encyklopedista a bankéř († 10. listopadu 1768)
- 1715 – Claude-Adrien Helvétius, francouzský filosof a encyklopedista († 26. prosince 1771)
- 1761 – Jens Zetlitz, norský básník († 14. ledna 1821)
- 1763 – Karel XIV., král Švédska a Norska († 8. března 1844)
- 1781 – Achim von Arnim, německý romantický básník a prozaik († 21. ledna 1831)
- 1789 – Józef Damse, polský skladatel († 15. prosince 1852)
- 1795 – Amálie Kristýna Bádenská, bádenská princezna a kněžna z Fürstenbergu († 14. září 1869)
- 1800 – Johann Gerhard Oncken, německý baptistický kazatel († 2. ledna 1884)
- 1802 – Casimir Lefaucheux, francouzský puškař († 9. srpna 1852)
- 1817 – Jean-Baptiste André Godin, francouzský spisovatel a sociální reformátor († 29. ledna 1888)
- 1826 – Julia Grantová, manželka 18. prezidenta USA Ulyssese Granta († 14. prosince 1902)
- 1843 – Ján Mocko, slovenský evangelický duchovní, církevní a literární historik († 16. listopadu 1911)
- 1847 – John Bates Clark, americký ekonom († 21. března 1938)
- 1851 – Gustav Kadelburg, rakouský herec a dramatik († 11. září 1925)
- 1857 – Thinlä Gjamccho, 12. tibetský dalajlama († 25. dubna 1875)
- 1861 – Louis Anquetin, francouzský malíř († 19. srpna 1932)
- 1877 – Kees van Dongen, nizozemský malíř († 28. května 1968)
- 1880 – Douglas MacArthur, generál armády Spojených států amerických († 5. dubna 1964)
- 1882 – Franciszek Stryjas, polský katolický katecheta, mučedník, blahoslavený († 31. července 1944)
- 1883 – Maksim Gaspari, slovinský malíř († 14. listopadu 1980)
- 1884 – Edward Sapir, americký jazykovědec a antropolog († 4. února 1939)
- 1887 – François Faber, lucemburský cyklista († 9. května 1915)
- 1891
  - Frank Costello, mafiánský boss († 18. února 1973)
  - Charles Journet, švýcarský kardinál, teolog († 15. července 1917)
- 1892 – Bessie Colemanová, první pilotka v USA († 30. dubna 1926)
- 1900 – Alfred Neumann, rakouský architekt († 23. října 1968)
- 1901 – Otto František Babler, překladatel, spisovatel, básník, literární historik († 24. února 1984)
- 1904 – Seán MacBride, irský ministr, Nobelova cena za mír 1974 († 15. ledna 1988)
- 1906
  - Ján Golian, slovenský brigádní generál († 1945)
  - Otomar Kubala, slovenský nacionalista, zástupce velitele Hlinkovy gardy († 28. srpna 1946)
- 1907 – Hans Selye, kanadský lékař, výzkum stresu († 16. října 1982)
- 1908 – Stéphane Grappelli, francouzský jazzový houslista († 1. prosince 1997)
- 1911 – Polykarp Kusch, americký fyzik († 20. března 1993)
- 1914 – Durru Shehvar, osmanská princezna a dcera sultána Abdulmecida II. († 7. února 2006)
- 1916 – Ted Allan, kanadský spisovatel, scenárista a herec († 29. června 1995)
- 1918 – Nicolae Ceauşescu, rumunský komunistický diktátor († 25. prosince 1989)
- 1919 – Roy Cochran, americký sprinter, dvojnásobný olympijský vítěz († 26. září 1981)
- 1921 – Jurij Ozerov, ruský herec a režisér († 15. října 2001)
- 1922 – Elena Čepčeková, slovenská spisovatelka († 6. ledna 1992)
- 1925
  - Miep Diekmannová, nizozemská spisovatelka († 9. července 2017)
  - Paul Newman, americký herec a režisér († 26. září 2008)
- 1926 – Georges Lautner, francouzský režisér a scenárista († 22. listopadu 2013)
- 1928 – Roger Vadim, francouzský herec, scenárista, žurnalista, publicista, režisér a producent († 11. února 2000)
- 1931 – Bernard Panafieu, francouzský kardinál
- 1933 – Javier Lozano Barragán, mexický kardinál († 20. dubna 2022)
- 1934
  - Oldo Hlaváček, slovenský herec († 17. srpna 2025)
  - Georgij Mondzolevskij, sovětský volejbalista († 28. dubna 2024)
- 1941 – Scott Glenn, americký herec
- 1943 – Jeremy Rifkin, americký ekonom, prognostik a environmentalista
- 1944 – Angela Davisová, americká krajně levicová aktivistka a feministka
- 1945
  - Ashley Hutchings, britský baskytarista a zpěvák
  - Barbara Kruger, americká vizuální a konceptuální umělkyně
  - Jacqueline du Pré, anglická cellistka († 19. října 1987)
- 1946 – Christopher Hampton, britský scenárista a dramatik
- 1947
  - Giuseppe Betori, italský kardinál
  - Robert Cailliau, belgický inženýr informatiky, tvůrce World Wide Webu
  - Michel Sardou, francouzský zpěvák
  - Patrick Dewaere, francouzský herec († 16. července 1982)
- 1948 – Corky Laing, bubeník skupiny Mountain a West, Bruce and Laing
- 1949 – David Strathairn, americký filmový a divadelní herec
- 1950 – Jörg Haider, rakouský politik († 11. října 2008)
- 1952 – Mario Runco, Jr., americký kosmonaut
- 1953 – Anders Fogh Rasmussen, dánský politik, generální tajemník NATO
- 1954 – Viktor Žluktov, ruský hokejista, pětinásobný mistr světa
- 1955 – Eddie Van Halen, holandsko-americký kytarista, skladatel († 6. října 2020)
- 1958 – Ellen DeGeneres, americká komička, televizní moderátorka a herečka
- 1960 – Valentin Jordanov, bulharský zápasník, olympijský vítěz
- 1961 – Wayne Gretzky, bývalý kanadský hokejista
- 1963 – José Mourinho, portugalský fotbalový trenér
- 1976 – Anneka Svenska, britská aktivistka a ochránkyně přírody
- 1977 – Vince Carter, americký basketbalista
- 1978 – Corina Morariu, americká tenistka
- 1981 – Colin O'Donoghue, irský herec
- 1986
  - Mustapha Yatabaré, malijský fotbalista
  - Kim Če-džung, jihokorejský zpěvák a herec
- 1988 – Dimítrios Chondrokoúkis, řecký atlet, skokan do výšk
- 1990
  - Peter Sagan, slovenský cyklista
  - Sergio Pérez, mexický automobilový závodník
- 1992 – Sasha Banks, americká profesionální wrestlerka
- 1993 – Florian Thauvin, francouzský fotbalista
- 1995 – Garry Ringrose, irský ragbista
- 1998
  - Moonbin, jihokorejský K-popový zpěvák († 19. dubna 2023)
  - Danilo Fischetti, italský ragbista
- 2000 – Ester Expósito, španělská herečka a modelka

## Úmrtí

### Česko
- 1640 – Jindřich Matyáš Thurn, česko-německý šlechtic, jeden z vůdců českého stavovského povstání (* 24. února 1567)
- 1741 – Jakub Wachter, český varhaník a hudební skladatel
- 1862 – Josef Kamil Alois Böhm, český sochař (* 14. prosince 1828)
- 1879 – David Kuh, pražský německý novinář (* 11. dubna 1819)
- 1881 – Emanuel Bořický, mineralog a geolog (* 11. prosince 1840)
- 1908 – Vilém Tierhier, architekt a politik (* 2. června 1843)
- 1924 – Václav Řezníček, spisovatel a novinář (* 9. září 1861)
- 1926 – Jan Zvoníček, český vynálezce (* 21. listopadu 1865)
- 1932 – František Štědrý, český historik a kněz (* 5. září 1847)
- 1934 – Metoděj Řihák, první československý provinciál Tovaryšstva Ježíšova (* 7. července 1885)
- 1948 – Bohumil Vendler, český sbormistr, dirigent, hudební pedagog a skladatel (* 16. června 1865)
- 1962
  - Jan Bervida, letecký odborník (* 4. září 1893)
  - Fran Lhotka, chorvatský hudební skladatel českého původu (* 25. prosince 1883)
- 1971 – Vincenc Šťastný, český hudební skladatel, klavírista a pedagog (* 20. ledna 1885)
- 1972 – František Smolík, český herec (* 23. ledna 1891)
- 1998 – Helena Hodačová, spisovatelka a novinářka (* 16. září 1916)
- 2003 – Alexandr Stich, český jazykovědec a literární historik, bohemista (* 10. března 1934)
- 2011 – Mojmír Horyna, český historik umění (* 23. března 1945)
- 2012 – Josef Hanzlík, básník a autor knih pro děti (* 19. února 1938)
- 2015
  - Oldřich Šuleř, spisovatel (* 1. června 1924)
  - Jan Trojan, muzikolog, rozhlasový redaktor a pedagog (* 31. května 1926)
- 2019 – Luděk Munzar, český herec (* 20. března 1933)
- 2021 – Hana Maciuchová, herečka (* 29. listopadu 1945)
- 2022 – Roman Ráž, spisovatel, dramatik, dramaturg a scenárista (* 28. května 1935)

### Svět

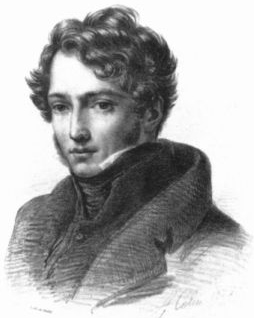
Théodore Géricault († 1824)

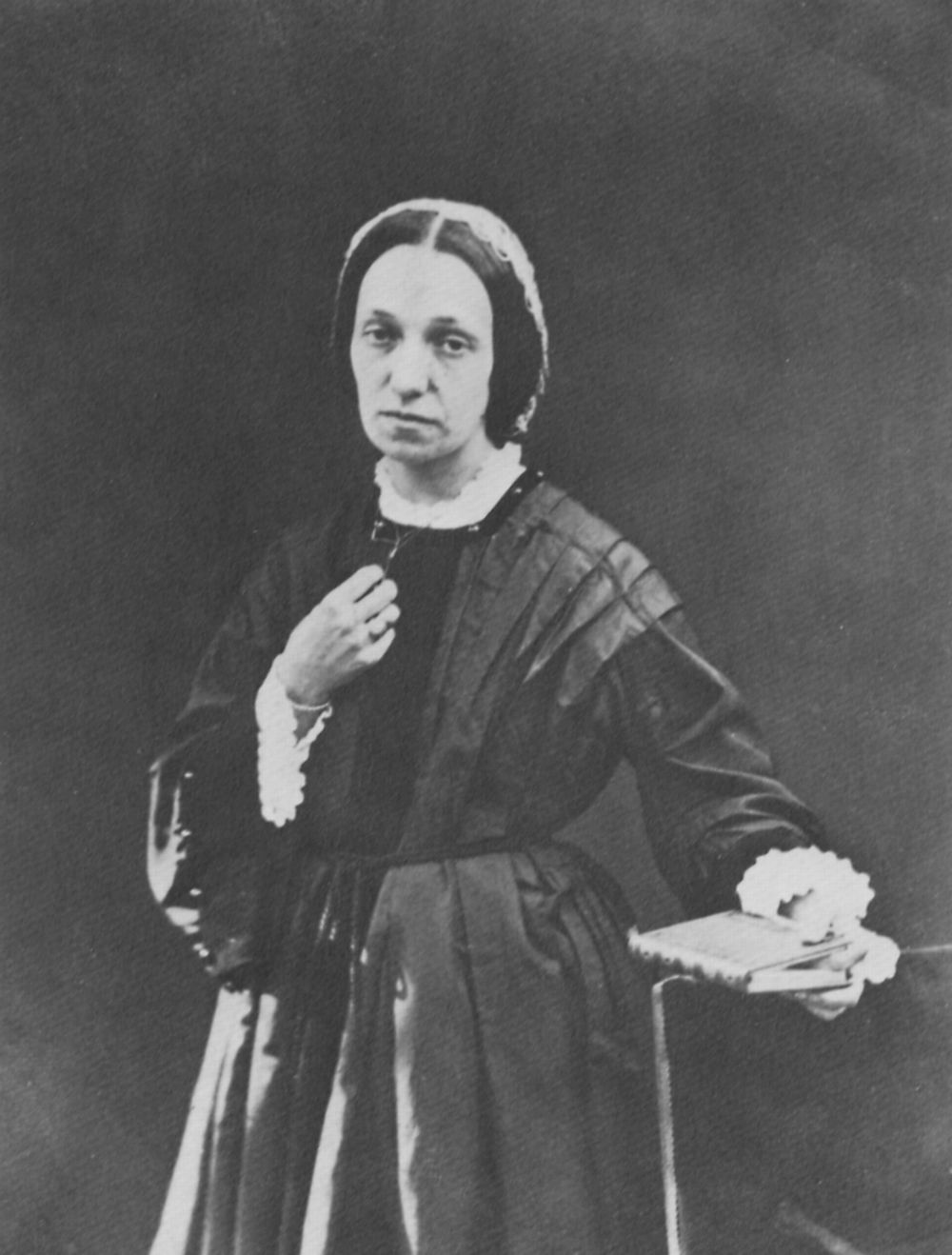
Julia Margaret Cameronová († 1879)

- 1275 – Ulrich von Liechtenstein, štýrský šlechtic a básník (* okolo 1200)
- 1355 – Chan Šan-tchung, čínský náboženský vůdce
- 1425 – Kateřina Burgundská, rakouská vévodkyně (* 1378)
- 1574 – Martin Helwig, slezský (německý) kartograf (* 5. listopadu 1516)
- 1630 – Henry Briggs, anglický matematik (* v únoru 1561)
- 1744 – Ludwig Andreas von Khevenhüller, rakouský polní maršál (* 30. listopadu 1683)
- 1823 – Edward Jenner, britský lékař (* 17. května 1749)
- 1824 – Théodore Géricault, francouzský malíř (* 26. září 1791)
- 1828 – Caroline Lambová, anglická šlechtična a spisovatelka (* 13. listopadu 1785)
- 1855 – Gérard de Nerval, francouzský spisovatel (* 22. května 1808)
- 1873 – Amélie de Beauharnais, brazilská císařovna (* 31. července 1812)
- 1874 – Félix Édouard Guérin-Méneville, francouzský entomolog (* 12. října 1799)
- 1878 – Ernst Heinrich Weber, německý lékař a experimentální psycholog (* 24. června 1795)
- 1879 – Julia Margaret Cameronová, britská fotografka (* 11. června 1815)
- 1885 – Charles George Gordon, britský armádní důstojník (* 28. ledna 1833)
- 1891 – Nicolaus Otto, německý konstruktér a vynálezce (* 14. června 1832)
- 1892 – Ludovika Bavorská, bavorská vévodkyně (* 30. srpna 1808)
- 1895 – Arthur Cayley, britský matematik (* 16. srpna 1821)
- 1914 – Jane Morris, anglická modelka (* 19. října 1839)
- 1916 – Franz Xaver von Schönaich, předlitavský generál a politik (* 27. února 1844)
- 1918 – Ewald Hering, německý fyziolog (* 5. srpna 1834)
- 1920 – Vladimir Kappel, ruský vojenský velitel (* 16. dubna 1883)
- 1922 – Ernest Marie Louis Bedel, francouzský entomolog (* 16. května 1849)
- 1942 – Felix Hausdorff, německý matematik (* 8. listopadu 1868)
- 1943
  - Nikolaj Ivanovič Vavilov, sovětský biolog (* 25. listopadu 1887)
  - Karel Pavlík, český voják, velitel obrany Czajankových kasáren (* 19. října 1900)
- 1945
  - Jaroslav Lonek, český letecký konstruktér (* 22. prosince 1904)
  - Herbert von Obwurzer, rakouský veterán, německý generál Waffen-SS (* 26. června 1888)
- 1947 – Gustav Adolf Švédský, nejstarší syn švédského krále Gustava VI. Adolfa (* 22. dubna 1906)
- 1952 – Chorlogín Čojbalsan, mongolský komunistický vůdce (* 8. února 1895)
- 1959 – Bruno Gröning, německý léčitel (* 31. května 1906)
- 1962 – Lucky Luciano, americký mafiánský boss (* 11. listopadu 1896)
- 1971 – Hermann Hoth, generálplukovník Wehrmachtu (* 12. dubna 1885)
- 1972 – Václav Majer, československý ministr, předseda exilové ČSSD (* 22. ledna 1904)
- 1975 – Toti Dal Monte, italská operní zpěvačka – soprán (* 27. června 1893)
- 1976 – Gabriele Allegra, italský biblista, blahoslavený (* 26. prosince 1907)
- 1977 – Dietrich von Hildebrand, německý filosof a teolog (* 12. října 1889)
- 1979 – Nelson Rockefeller, americký státník a politik (* 8. července 1908)
- 1980 – Georgi Karaslavov, bulharský spisovatel (* 12. ledna 1904)
- 1985 – Kenny Clarke, americký jazzový bubeník (* 9. ledna 1914)
- 1988 – Raymond Williams, britský literární teoretik a spisovatel (* 31. srpna 1921)
- 1990
  - Lewis Mumford, americký historik, sociolog a filozof (* 19. října 1895)
  - Bob Gérard, britský pilot Formule 1 (* 19. ledna 1914)
- 1992 – José Ferrer, portorikánský herec (* 8. ledna 1912)
- 1996 – Charles Jewtraw, americký rychlobruslař, zlato na ZOH 1924 (* 5. května 1900)
- 2000 – Don Budge, americký tenista (* 13. června 1915)
- 2007 – Gump Worsley, kanadský hokejový brankář (* 14. května 1929)
- 2008 – Franz Karl Auersperg, rakouský šlechtic, politik a odborář (* 26. července 1935)
- 2010 – Geoffrey Burbidge, britsko-americký astronom (* 24. září 1925)
- 2011 – Tore Sjöstrand, švédský olympijský vítěz v běhu na 3000 metrů překážek (* 31. července 1921)
- 2012 – Clare Fischer, americký klavírista a hudební skladatel (* 22. října 1928)
- 2014
  - Iva Mojžišová, slovenská teoretička a historička umění (* 4. května 1939)
  - Gerald Whitham, britský matematik (* 13. prosince 1927)
  - José Emilio Pacheco, mexický spisovatel (* 30. června 1939)
- 2020
  - Kobe Bryant, americký basketbalista (* 23. srpna 1978)
  - Louis Nirenberg, kanadsko-americký matematik  (* 28. února 1925)
- 2021
  - Lars Norén, švédský básník a dramatik (* 9. května 1944)
  - Cloris Leachman, americká herečka (* 30. dubna 1926)
  - Jozef Vengloš, slovenský fotbalista, fotbalový funkcionář a trenér (* 18. února 1936)

## Svátky

### Česko
- Zora, Zoran, Zoroslav, Zoroslava
- Polykarp
- Slaviboj, Slavibor, Slavoboj
- Žarko

Katolický kalendář
- Timoteus

### Svět
- Mezinárodní den čisté energie
- Austrálie – Den Austrálie
- Indie – Den republiky

## Pranostiky

### Česko
- Svatý Timotej ledy láme, když je nemá, nadělá je.
- Na svatého Polykarpa plná sněhu každá škarpa.

| 26. leden v pražském KlementinuÚdaje jsou platné k 8. 7. 2025. | 26. leden v pražském KlementinuÚdaje jsou platné k 8. 7. 2025. | 26. leden v pražském KlementinuÚdaje jsou platné k 8. 7. 2025. |
| minimum                                                        | denní průměr                                                   | maximum                                                        |
| -------------------------------------------------------------- | -------------------------------------------------------------- | -------------------------------------------------------------- |
| −20,9 °C (1823)                                                | 1,6 °C (od 1961)                                               | 13,9 °C (1995)                                                 |